# Барезі
Баре́зі (італ. Baresi, досл. «мешканець Барі») — італійське прізвище, що походить від назви міста Барі. Відоме насамперед завдяки італійським футболістам братам Джузеппе та Франко Барезі.

## Відомі носії
- Джузеппе Барезі (*1958) — італійський футбольний тренер, в минулому — футбольний півзахисник.
- Франко Барезі (*1960) — італійський футбольний тренер, в минулому — футбольний захисник.